# Am Ihlpohl

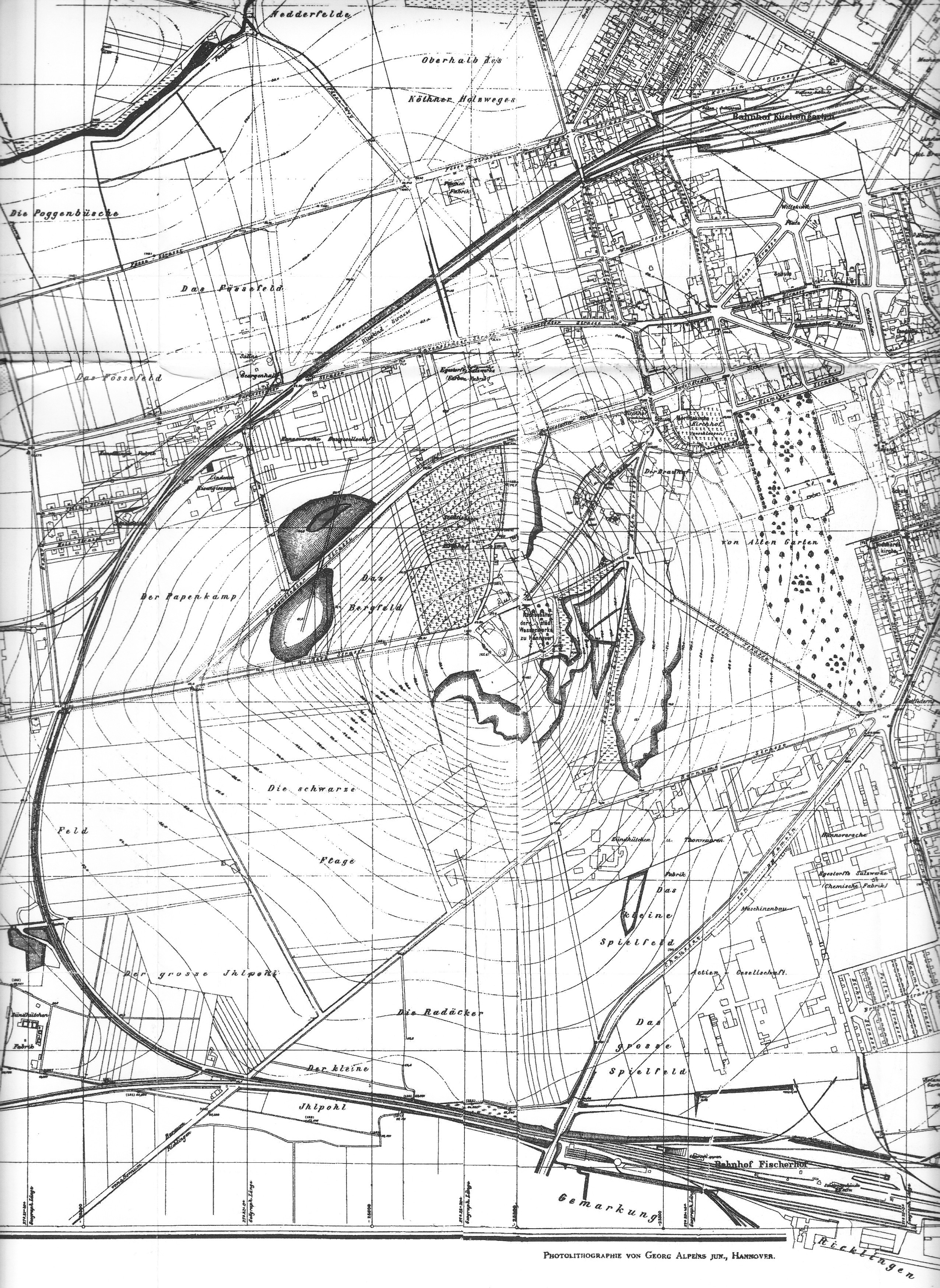
Karte der Stadt und Feldmark Linden von 1892: Südwestlich des großen Bogens der Eisenbahnlinie vom Bahnhof Fischerhof bis zum Bahnhof am Küchengarten ist zwischen den Gleisen an der Verzweigung die „Zündhütchen-Fabrik“ verzeichnet

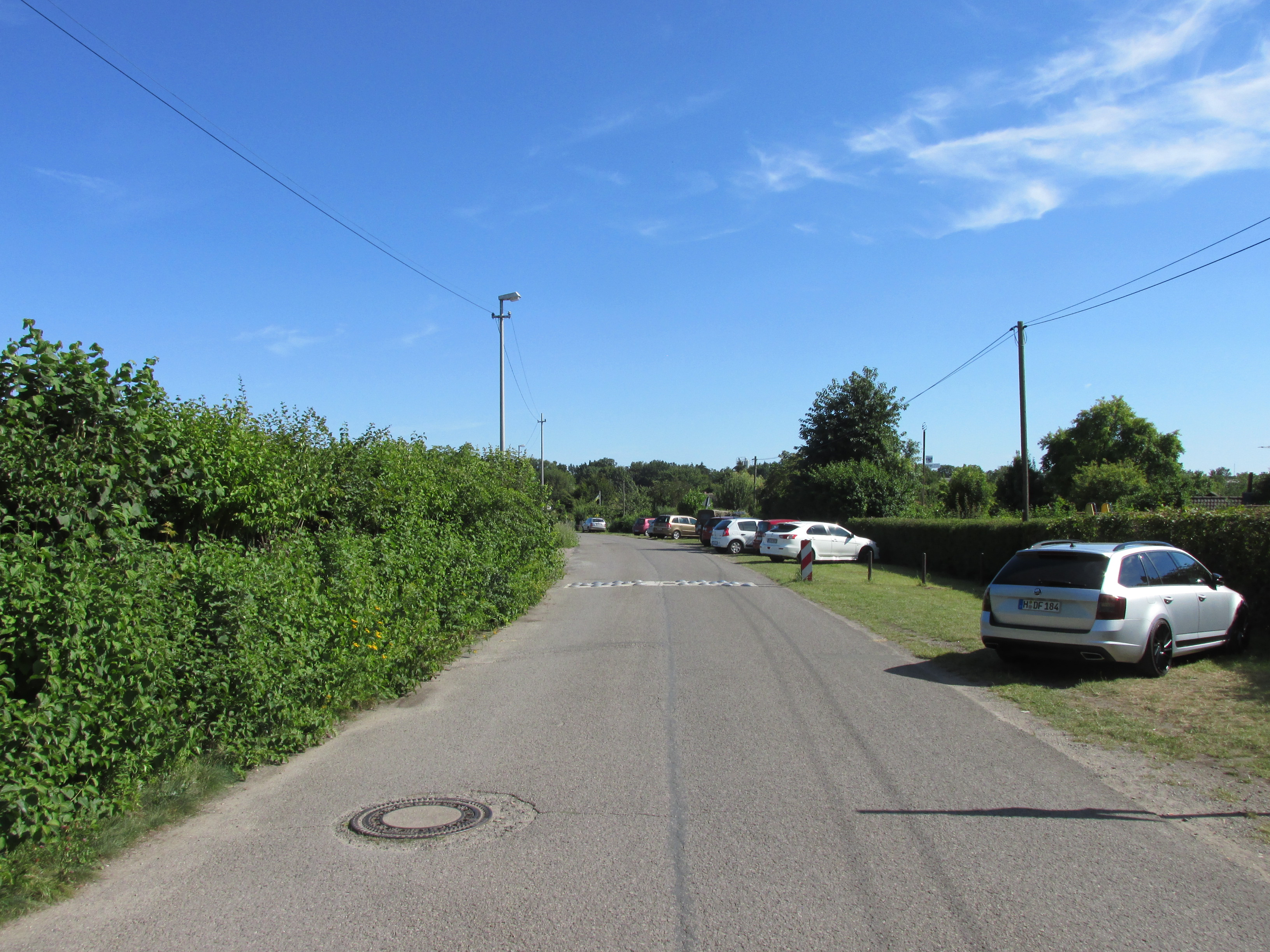
Blick durch die gebogene Straße Am Ihlpohl

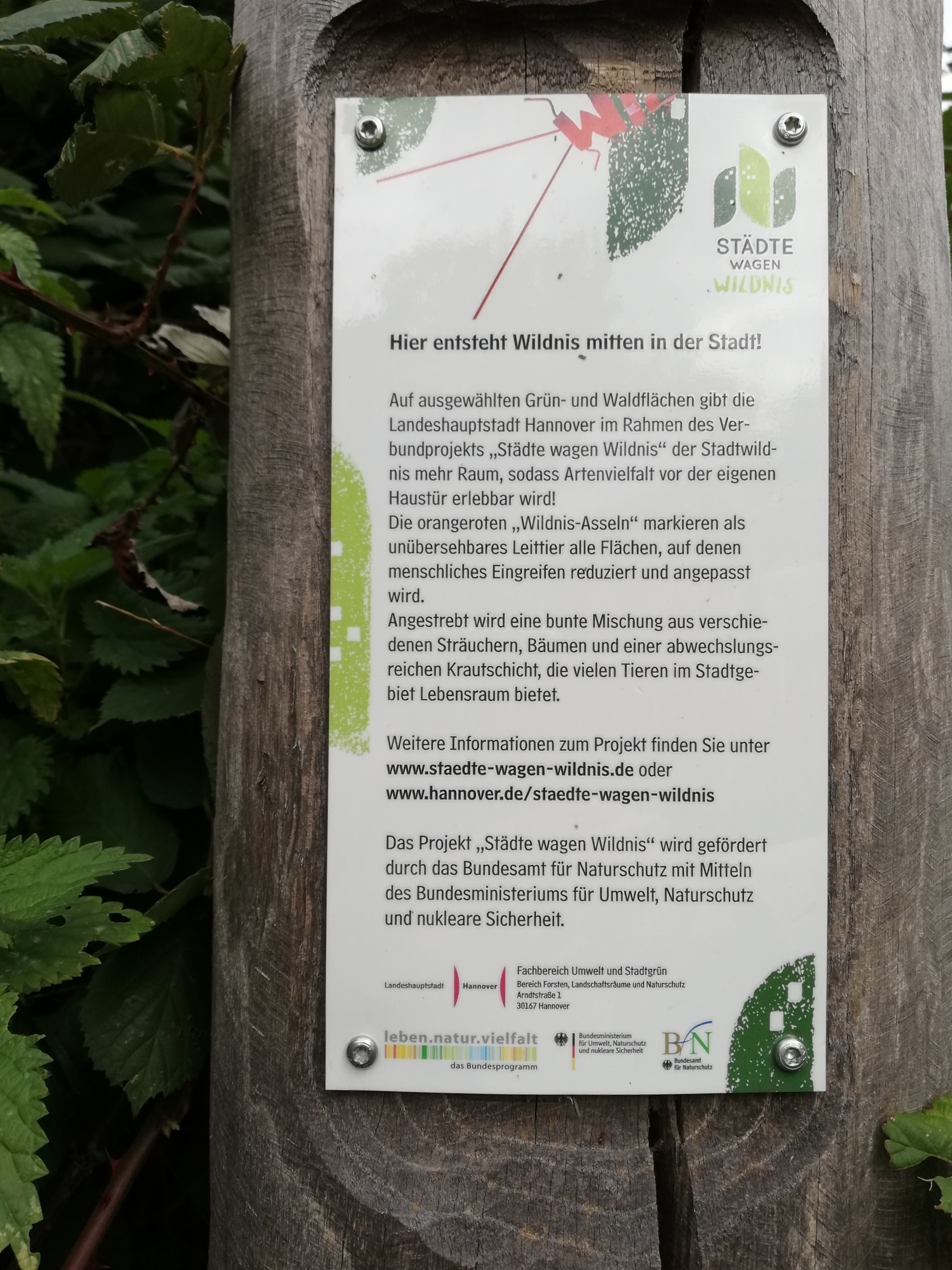
„Hier entsteht Wildnis mitten in der Stadt“; eine von mehreren Erläuterungs-Tafeln an den Grünverbindungen an der Straße Am Ihlpohl mit dem Signet des Modellprojekts Städte wagen Wildnis

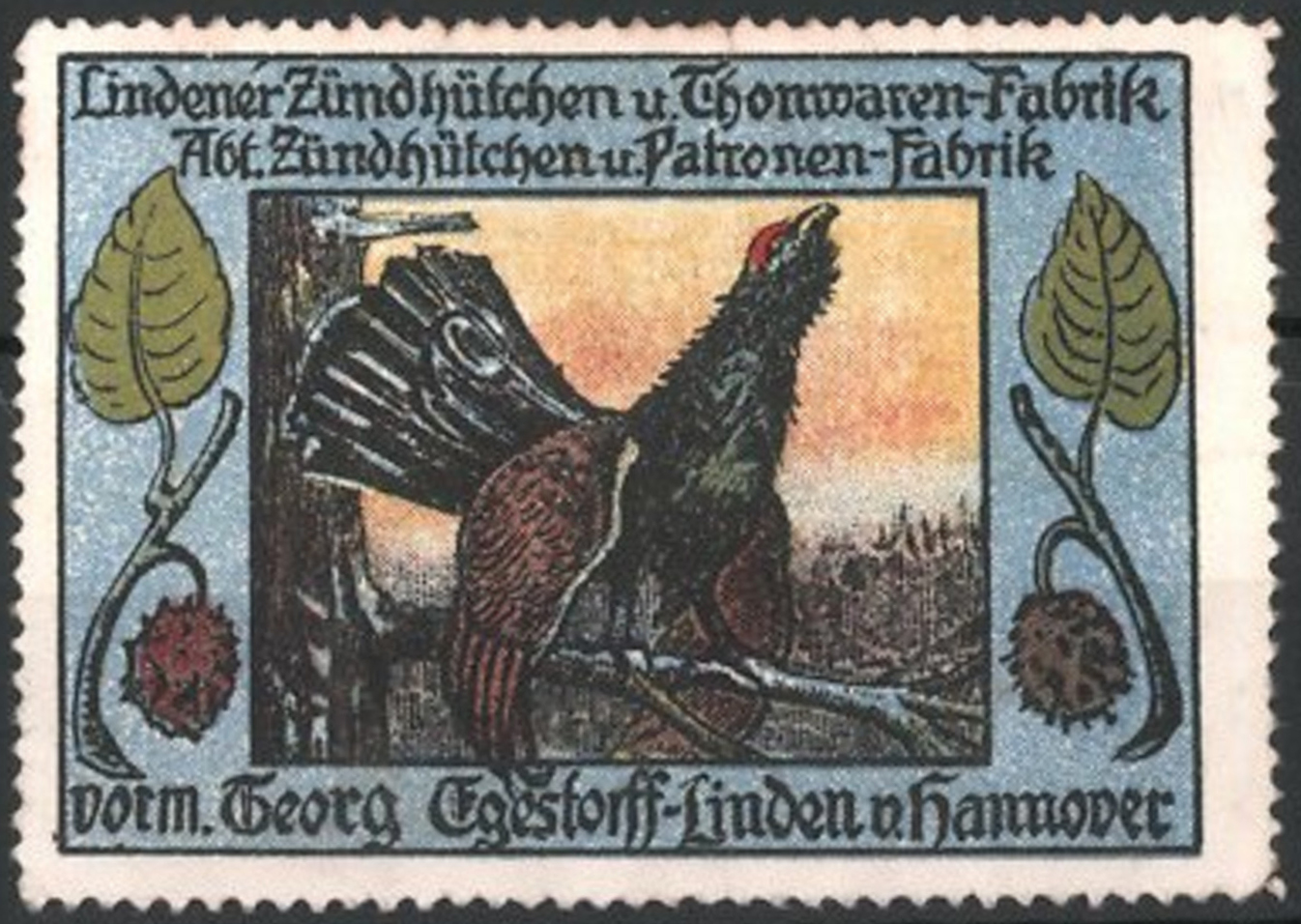
Reklamemarke mit einem Auerhahn als Erkennungszeichen für die Lindener Zündhütchen u. Thonwaren-Fabrik, vormals Georg Egestorff

Am Ihlpohl ist der Name einer Straße in Hannover, die in weitem Bogen um den Lindener Berg herumführt. Sie führt von der Badenstedter Straße im Stadtteil Badenstedt bis zur Brücke an der Bornumer Straße in Linden-Süd.
Geologisch verläuft „längs der Straße“ eine Schicht Cornbrash-Sandstein unter Ablagerungen aus der Zeit des Pleistozäns.
Der im 19. Jahrhundert im Jahr 1877 angelegte Verkehrsweg wurde nach „dem Flurnamen“, genauer nach den Flurnamen „Großer Ihlpohl“ und „Kleiner Ihlpohl“ benannt, die wiederum Bezug nahmen auf den hier gelegenen ehemaligen „Blutegelteich“, den Ihlpohl. Dieses heute verschwundene Gewässer ist nicht zu verwechseln mit dem Regenrückhaltebecken an der Straße.
An der Bornumer Straße sowie am Ihlpohl produzierte der Industrielle Georg Egestorff bereits ab 1861 Zündhütchen, die Fabrik dazu wurde später auch als „Zündhütchen- und Thonwaarenfabrik“ bekannt.
Die im Anschluss an die Königlich Preußische Landesaufnahme von 1886 bis 1892 erfolgte „exakte Neuvermessung“ für die vom Stadtbauamt Linden herausgegebene Karte der Stadt und Feldmark Linden verzeichnete zwischen den Eisenbahngleisen an der Verzweigung im Südwesten am großen Ihlpohl die „Zündhütchen-Fabrik.“
„Um 1920“ oder nach dem 1. Januar 1930 wurde anstelle des alten Verlaufs der Straße eine neue Wegeführung angelegt. Sie verläuft auf der ehemaligen Eisenbahnstrecke, die vom Bahnhof Fischerhof bis zum ehemaligen Bahnhof am Küchengarten führte. „Der frühere Streckenverlauf ist in der Straße Am Ihlpohl noch auszumachen.“
Heute wird die Straße von Schrebergärten gesäumt, die teils in der Gartenkolonie „Ihlpohl“ liegen.